# Love's Not What We Do
Love's Not What We Do di Jace Everett è il primo singolo estratto dall'album Dust & Dirt del 2017. La canzone è stata pubblicata il 21 febbraio 2017. È stata scritta da Jace Everett.